# Gymnocalycium kroenleinii
Gymnocalycium kroenleinii är en kaktusväxtart som beskrevs av R. Kiesling. Gymnocalycium kroenleinii ingår i släktet Gymnocalycium och familjen kaktusväxter. Inga underarter finns listade i Catalogue of Life.